# Linda Jackson
Pour les articles homonymes, voir Linda Jackson (homonymie) et Jackson.
Linda Jackson, née le 13 novembre 1958 à Nepean, est une coureuse cycliste canadienne. Elle a notamment été championne du Canada sur route et du contre-la-montre trois fois, et médaillée de bronze du championnat du monde sur route de 1996. Elle a également gagné le Tour de l'Aude cycliste féminin en 1997 et le Women's Challenge en 1998.
De 2005 à 2023, elle dirige l'équipe féminine Tibco.

## Palmarès
- 1992
  - 3e du championnat du Canada sur route
- 1994
  - 2e de la Nevada City Classic
- 1995
  -  Championne du Canada sur route
  - Killington Stage Race
- 1996
  -  Championne du Canada du contre-la-montre
  - Tour de Toona
  -  Médaillée de bronze du championnat du monde sur route
  - 9e du contre-la-montre des Jeux olympiques
- 1997
  -  Championne du Canada sur route
  -  Championne du Canada du contre-la-montre
  - Killington Stage Race
  - Tour de l'Aude cycliste féminin
  - 2e du Tour d'Italie
  - 3e de La Grande Boucle féminine internationale
- 1998
  -  Championne du Canada sur route
  -  Championne du Canada du contre-la-montre
  - Killington Stage Race
  - Women's Challenge
    - Classement général
    - Prologue et 2e étape

  - 2e du Tour d'Italie
- 1999
  - 8e étape du Women's Challenge